# Liste de jeux Bally Sente
La liste de jeux Bally Sente répertorie tous les jeux développés et commercialisés par l'entreprise Bally Sente.
Tous les jeux sortis sur système SAC I, II et III, sont estampillés Bally Sente, y-compris les jeux développés sous l'ère Sente Technologies, les écrans-titres des jeux ont été reprogrammés pour rajouter la mention Bally Sente. Le jeu de 1987 Rescue Raider figure dans la liste de jeux SAC I, mais est signé Bally Midway,.

## SAC I
- Chicken Shift (1984)
- Euro Stocker
- Gimme a Break (1985)
- Goalie Ghost (1984)
- Grudge Match (prototype)
- Hat Trick (1984)
- Name that Tune (1986)
- Night Stocker (1986, sorti en cartouche et circuit imprimé)
- Off the Wall (1984)
- Sente Diagnostic Cartridge (1984, cartouche qui sert à tester l'état du matériel du système SAC I)
- Sente Mini Golf (1985)
- Snacks'n Jaxson (1984)
- Snake Pit (1984)
- Spiker (1986)
- Stocker (1984)
- Stompin' (1986)
- Street Football (1986)
- Team Hat Trick (1986, prototype)
- Toggle (1985, prototype)
- Trivial Pursuit: Think Tank - Genus Edition (1984)
- Trivial Pursuit Arcade: Genus II Edition (1984)
- Trivial Pursuit Arcade: All Star Sports Edition (1984)
- Trivial Pursuit Arcade: Young Players Edition (1984)
- Trivial Pursuit Arcade: Baby Boomer Edition (1984)
- Trivial Pursuit (1987, édition espagnole, en collaboration avec Maibesa)

## SAC II
- Shrike Avenger (1987, prototype)

## SAC III
- Moonquake (1987, prototype)